# La pequeña coronela
La pequeña coronela (en inglés The Little Colonel), es una película estadounidense del género drama-comedia de 1935 dirigida por David Butler. El guion de William M. Conselman fue adaptado de la novela homónima infantil escrita por Annie Fellows Johnston y originalmente publicada en 1895. Se centra en la reconciliación de un padre y una hija alejados en los años que siguen a la guerra civil americana. Los principales intérpretes de la película son Shirley Temple, Lionel Barrymore, Evelyn Venable, John Lodge, Bill Robinson y Hattie McDaniel. En esta película se produce el primero de cuatro emparejamientos cinematográficos entre Temple y Robinson, y cuenta con el famoso baile de escalera del dúo. La película tuvo buenas críticas, y, en 2009, estaba disponible en videocasetes y DVD en las versiones en blanco y negro y en colores computarizados.

## Argumento
Poco después de la guerra civil americana, Southern Belle Elizabeth Lloyd (Evelyn Venable) se casa con un norteño, Jack Sherman (John Lodge). Su padre el coronel Lloyd (Lionel Barrymore) la repudia con ira y jura vengarse. Elizabeth y Jack se mudan al oeste donde se convierten en padres de una chica que nombraron Lloyd Sherman (Shirley Temple).
Seis años después, Lloyd Sherman es un coronel honorario en el ejército. Elizabeth regresa al sur con Little Lloyd y se instalan en una cabaña cerca de la mansión del coronel Lloyd mientras su esposo Jack permanece en oeste la prospección del oro. Cuando el coronel Lloyd Descubre que su hija vive en el vecindario, la trata con desdén. Little Lloyd se entera del pasado de sus padres gracias al ama de llaves mamá Beck (Hattie McDaniel), y, cuando se encuentra con su abuelo por primera vez, le lanza barro. Los dos eventualmente se convierten en amigos polémicos.
El marido de Elizabeth regresa del oeste con fiebres. Aunque él pierde todo su dinero en su aventura de prospección, la familia se salvó de la ruina completa cuando el ferrocarril Union Pacific solicita derecho de paso a través de la propiedad occidental de Jack. Los exsocios de la prospección de Jack oyen hablar de la oferta del ferrocarril y tratan de estafar a Jack. Deciden retener a la pareja Sherman como rehenes hasta que la escritura de su valiosa propiedad se encuentre.
Little Lloyd corre a través de bosques oscuros en busca de su abuelo pero él se niega a ayudar. Cambia de opinión cuando Little Lloyd dice que no quiere volver a verle. Llegan a la cabaña justo a tiempo para salvar a Elizabeth y Jack. La película termina con una breve secuencia Technicolor con una ' fiesta rosa ' para Little Lloyd, sus amigos, y su familia reconciliada.

## Reparto

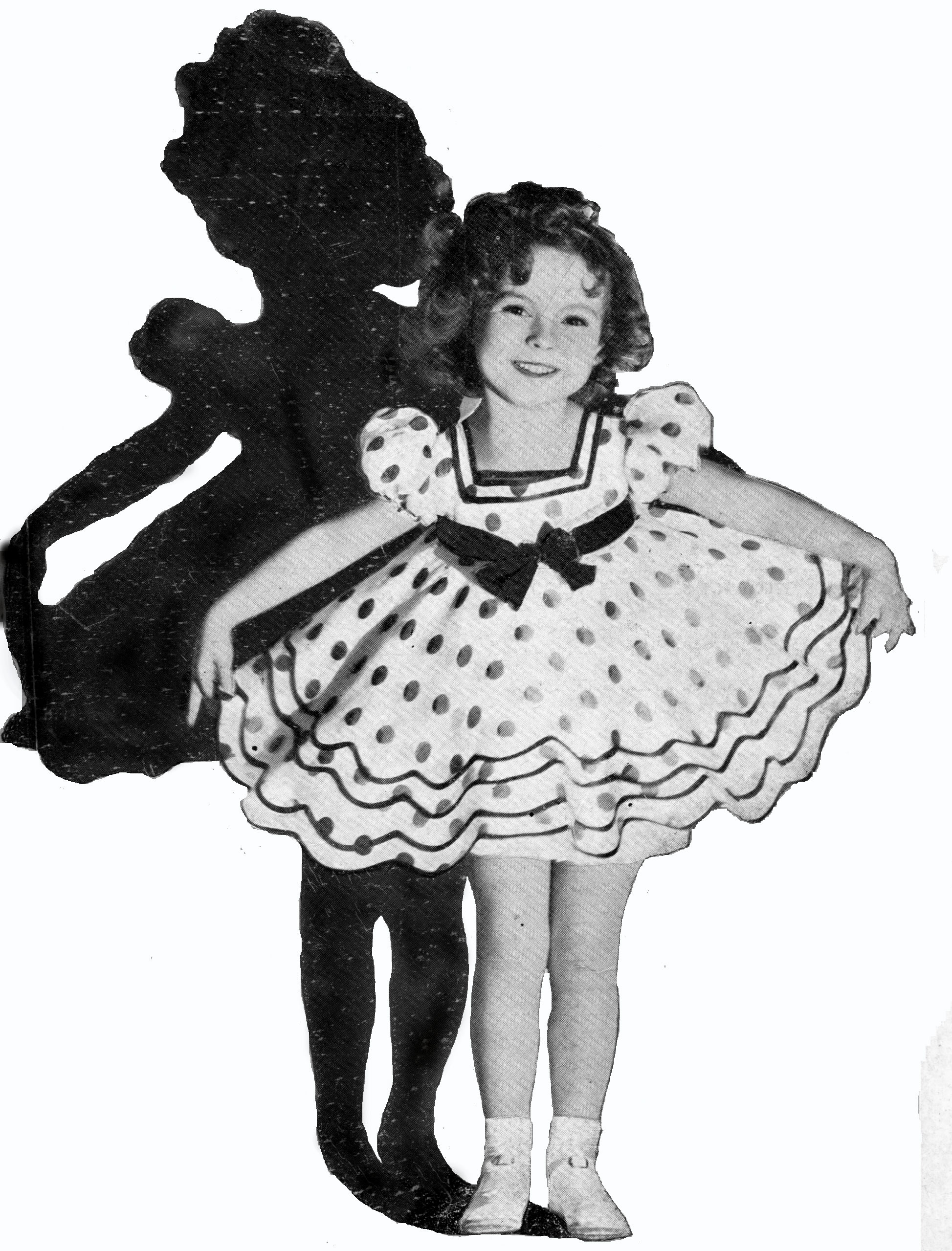
Shirley Temple en 1934

- Shirley Temple como Lloyd Sherman, la hija de Elizabeth y Jack Sherman, y nieta del coronel Lloyd.
- Lionel Barrymore como coronel Lloyd.
- Evelyn Venable como Elizabeth Lloyd Sherman, la esposa de Jack Sherman, la madre de Little Lloyd, y la hija del coronel Lloyd.
- John Lodge como Jack Sherman, el marido de Elizabeth y el padre de Little Lloyd.
- Sidney Blackmer como Swazey.
- Stephen Chase como Hull.
- William Burress como el Dr. Scott
- Frank Darien como Nebler.
- Bill Robinson como Walker, coronel Lloyd Butler.
- Robert Warwick como coronel Gray.
- Hattie McDaniel como Becky Porter 'mamá Beck', ama de llaves de Elizabeth.
- Ginebra Williams como María.
- Avonnie Jackson como May Lily, amiga de Little Lloyd.
- Nyanza Potts como Henry Clay, amiga de Little.

## Producción
La pequeña coronela es más conocida por el famoso baile de escalera entre Robinson y Temple. Fue la primera pareja de baile interracial en la historia de Hollywood y fue tan polémico que fue cortado en el sur de Estados Unidos. La idea fue propuesta por Winfield Sheehan después de una discusión con D. W. Griffith. Sheehan fijó su mirada en Robinson, pero desconfiado de su capacidad como actor, arregló un contrato que sería anulado si Robinson fallaba la prueba dramática, pero la superó.

«Robinson caminaba delante de nosotros, y cuando notó que me apresuraba para alcanzarle, acortó su paso para acomodarse a los míos. Yo seguía intentando alcanzar su mano, pero no había mirado hacia abajo y parecía estar en otro sitio. Fannie llamó su atención, así que se detuvo, se inclinó sobre mí, con sus ojos anchos y sus dientes brillantes mostrando una amplia sonrisa. Cuando él tomó mi mano en la suya, le sintió grande y fresco. Por unos momentos, continuamos caminando en silencio. "¿Puedo llamarte tío Billy?", pregunté. "Claro que puedes," respondió él... "pero entonces yo tendré que llamarte cariño". Era nuestro trato. A partir de entonces, cada vez que caminamos juntos, era de la mano, y yo sería siempre su "cariño".

Durante el rodaje de la película, Temple incitó en una de sus líneas a Lionel Barrymore y este lo olvidó, lo que causó un ataque de ira al veterano actor. Temple fue enviada a pedir disculpas a Barrymore, pero en lugar de disculparse directamente, le dijo que pensaba que era el mejor actor del mundo y pidió su autógrafo, desactivando la situación y trayendo a Barrymore al set de rodaje.
Esta película hizo un uso breve de la técnica de Technicolor, que requirió el uso pesado del maquillaje de tonos rojos para los actores. Sería la única vez que Temple se pondría maquillaje en sus películas.